# Gorki Águila

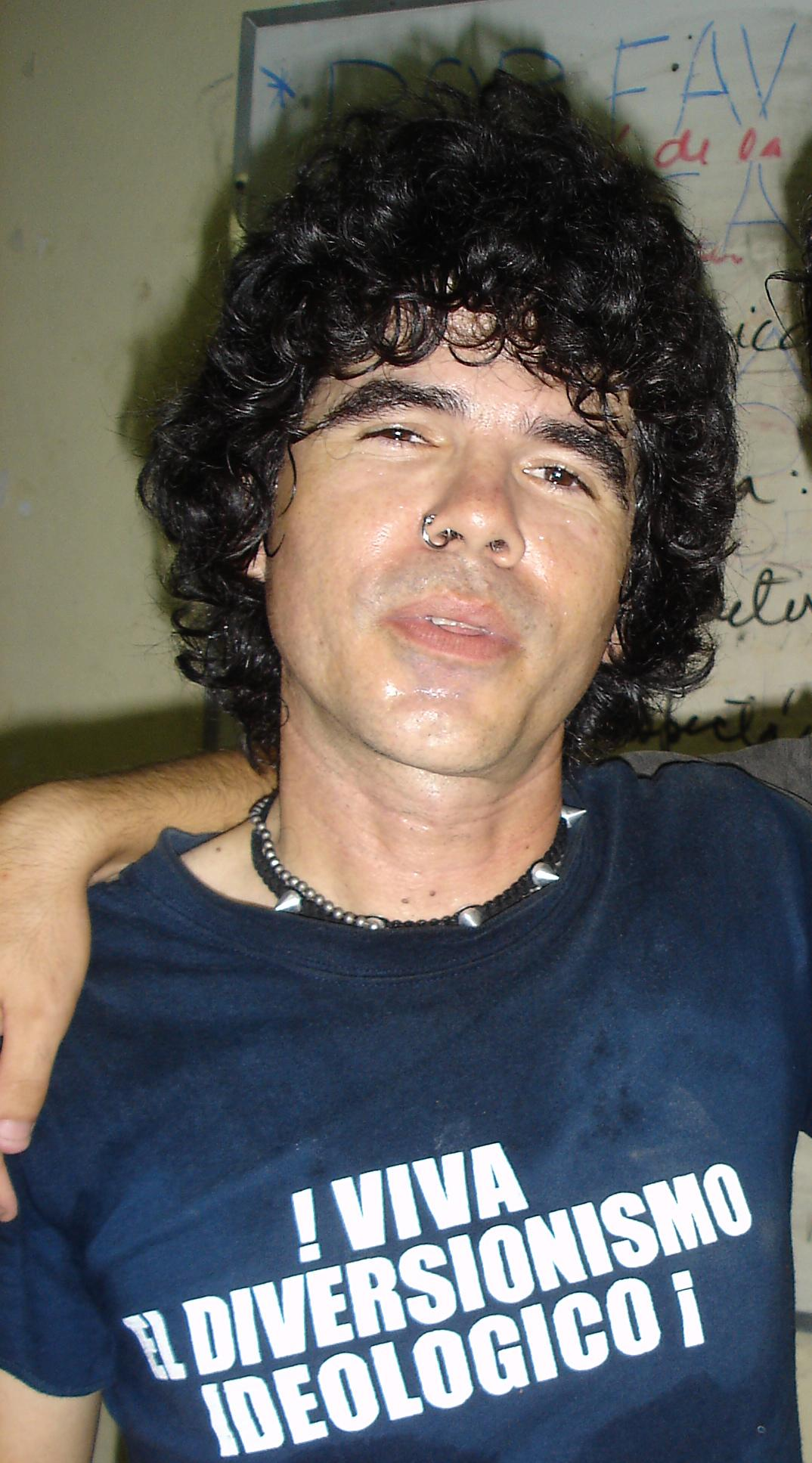
Gorki Águila (2007)

Gorki Luis Águila Carrasco (* 11. November 1968 in Havanna) ist ein kubanischer Punk-Rock-Musiker und Dissident. Er ist Kopf der Band Porno para Ricardo.
Águila lebt zusammen mit seinem Vater und seiner Tochter in einem kleinen Appartement in Havannas Stadtteil Marianao, wo er auch seine Musik aufnimmt, seitdem ihm verboten wurde, Konzerte zu geben. Seine Mutter und seine Schwester leben in Mexiko.
Anfangs wurde seine Band wohlwollend von den kubanischen Verantwortlichen aufgenommen. Sie wurde sogar im Fernsehen gezeigt. Doch wurden Gorkis Texte bald schärfer und so wurde ihr jeglicher öffentlicher Auftritt untersagt. Mit Hilfe ausländischer Freunde werden seine Texte nun im Internet veröffentlicht.
Im Jahre 2003 wurde Águila wegen Drogenbesitzes festgenommen, nachdem eine verdeckt als Fan auftretende Polizeibeamtin ihn dazu verlockte, ihr Amphetamine zu geben. Águila sprach von einer Falle, die dazu dienen sollte, ihn zum Schweigen zu bringen. Nach Absitzen seiner Haftzeit wurde Águila zum immer unverblümter werdenden Kritiker der kubanischen Regierung, seine Texte wurden politischer. In einem CNN-Interview sagte Águila, „der Kommunismus ist ein Fehler, ein kompletter Fehler. Bitte, ihr Linken dieser Welt, verbessert euren Kapitalismus!“ In einem Interview mit exilierten kubanischen Anarchisten beschrieb Porno para Ricardo den Anarchismus als „sehr verführerisch“.
Im August 2008 wurde Águila wegen des Vorwurfs von sozialer Gefährlichkeit (peligrosidad social) festgenommen. Dieser Paragraph des kubanischen Strafrechts erlaubt die Festnahme von Menschen, von denen die Behörden glauben, dass sie in Zukunft Verbrechen begehen könnten. Dieser Tatvorwurf ist mit einer Strafandrohung zwischen ein und vier Jahren Gefängnis belegt. Anzeichen dieser „Gefährlichkeit“ sind beispielsweise regelmäßige Trunkenheit sowie asoziales Verhalten. Letztendlich wurde er wegen Störung der öffentlichen Ordnung zu einer Geldstrafe von 600 Pesos (rund 20 Euro) verurteilt, nachdem die ursprüngliche Anklage fallen gelassen wurde. Zuvor erreichten kubanische Blogger, wie Yoani Sánchez, entsprechende internationale Aufmerksamkeit, so dass die kubanische Regierung, so Águila, womöglich Angst vor einer internationalen Verurteilung hatte.
Im April 2009 ließ man Águila zu seiner Familie nach Mexiko ausreisen. Seine Band Porno para Ricardo bestehe aber weiterhin, erklärte er. Er wolle von Mexiko aus seine Musik weiter promoten und nach elf Monaten wieder nach Kuba zurückkehren. Man habe ihn mit dem „Verschwindenlassen“ aus Kuba nicht zum Schweigen gebracht.